# Gherghin
Gherghinul (Crataegus pinnatifida) este un arbust spinos, care crește prin crânguri și pe lângă marginea pădurilor. Se găsește din regiunile de stepă unde formează tufișuri, până în zona de deal și chiar de munte.
Florile sale se dezvolta primăvara și rămân prezente pentru o perioada foarte brevă sunt folosite în ceaiuri pentru a obține aceleași ameliorări care pot fi obținute din consumarea fructelor sale.
Dietaoterapia chineza folosește pe larg fructele de gherghin în tratarea multor dezechilibre energetice. În Orient, se folosește mai mult ca fruct decât ca flori sau/și frunze. Fructul seamănă cu un măr în miniatură, ca formă, de mărimea unui bob de mazăre, roșu la culoare. Cel ce se găsește pe piață în Canada, este obținut în principal de la varietățile orientale de păducel: Crataegus pinnatifida (păducelul chinezesc) sau Crataegus cuneata (păducelul japonez).
Fructele au un gust dulce acrișor, și este cunoscut sa aibă proprietăți curative splinei-pancreasului, stomacului și ficatului. Promovează digestia, înlătura indigestiile, sporește circulația sângelui, înlătura stagnările și viermii intestinali.

## Imagini

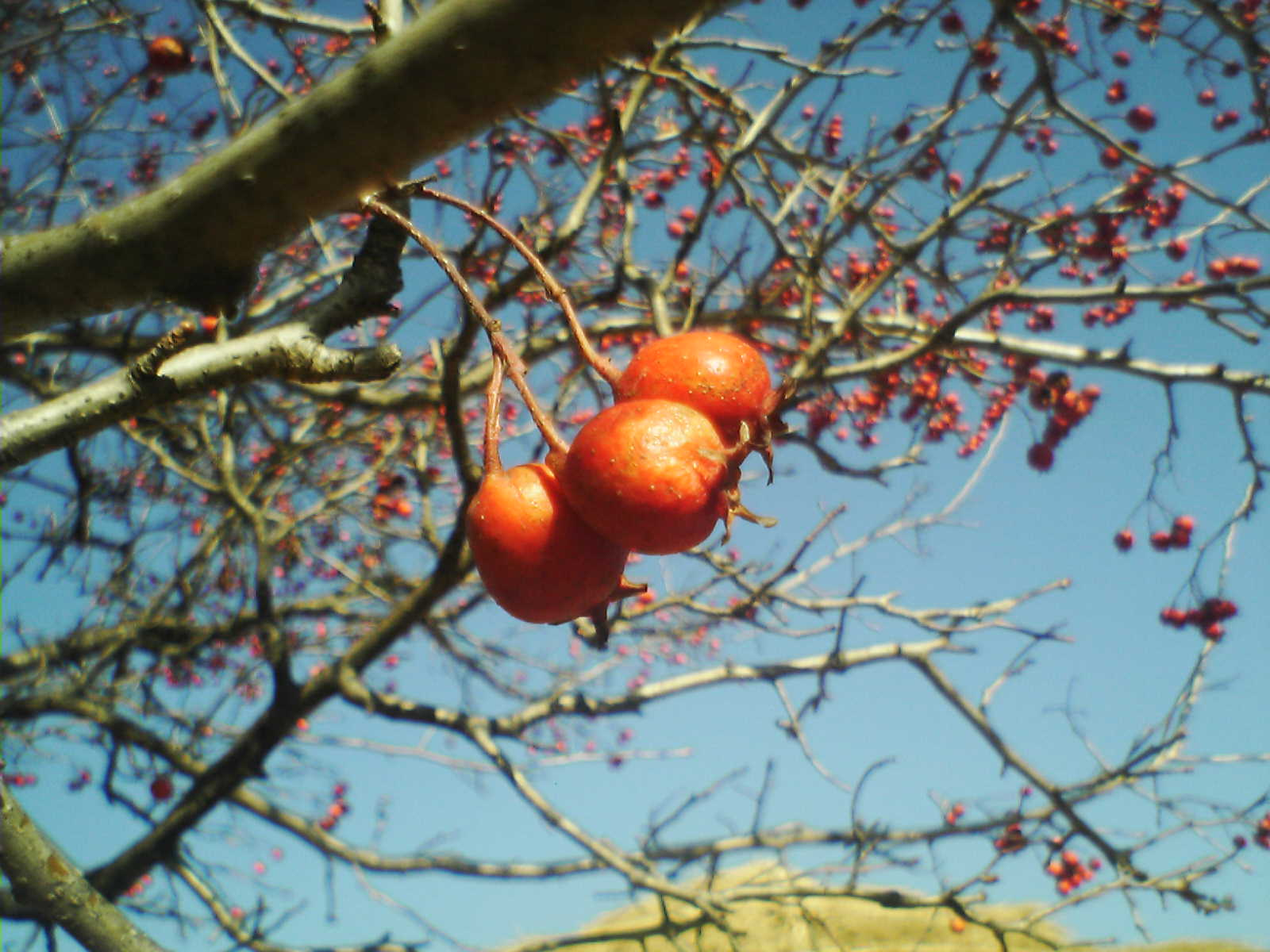
Fructele de gherghin rezistă până în timpul iernii
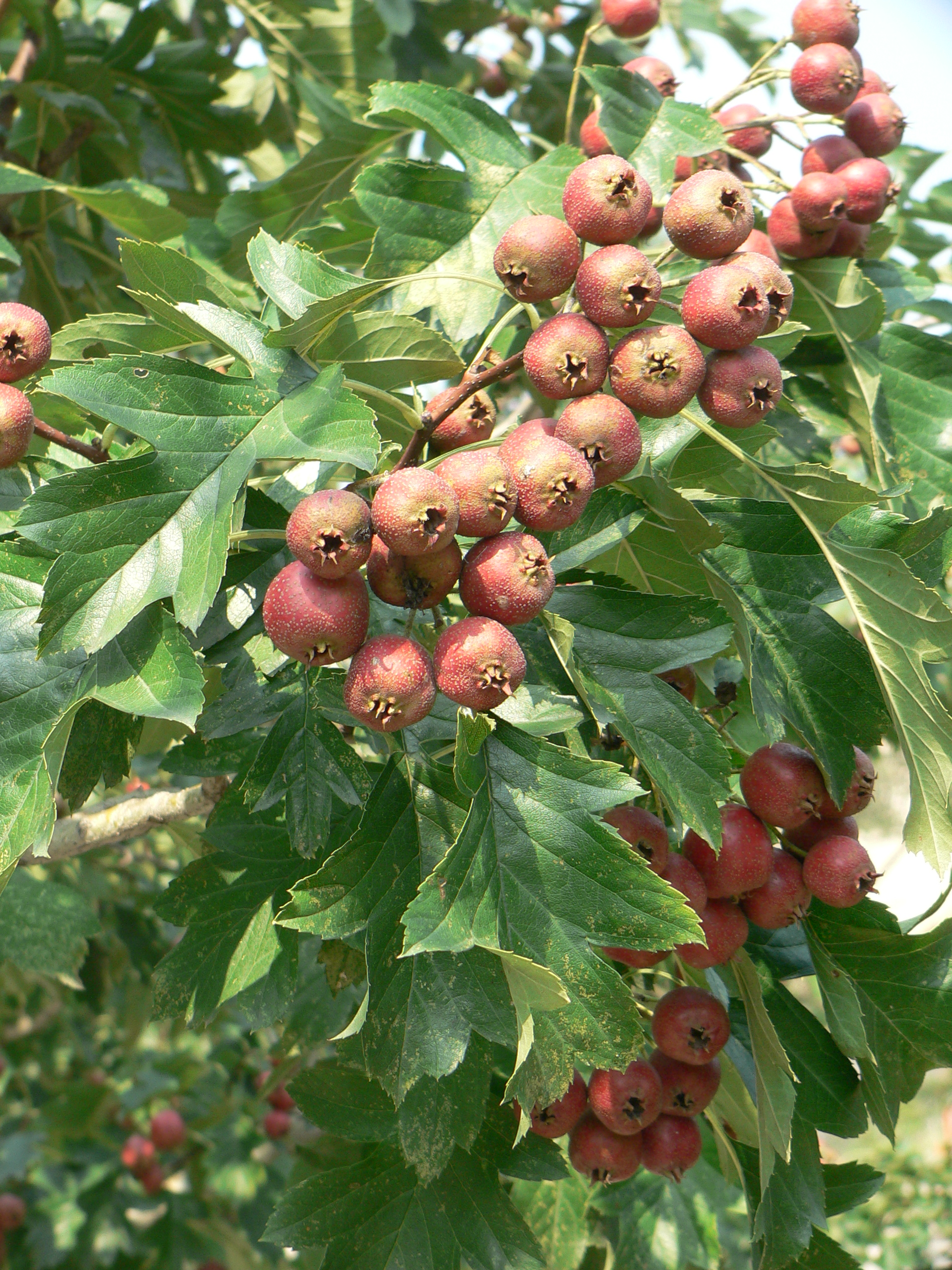
Fructe de gherghin imature